# Christian Castro (futbolista)
Christian Castro (Quito, Ecuador, 16 de febrero de 1978) es un futbolista ecuatoriano que juega de Defensa en el Técnico Universitario de la Serie A de Ecuador.

## Clubes
| Club                  | País    | Año       |
| --------------------- | ------- | --------- |
| Deportivo Saquisilí   | Ecuador | 2000-2001 |
| Liga de Quito         | Ecuador | 2002      |
| Aucas                 | Ecuador | 2003      |
| Técnico Universitario | Ecuador | 2004      |
| Macará                | Ecuador | 2005      |
| Aucas                 | Ecuador | 2006      |
| Liga de Loja          | Ecuador | 2007      |
| Macará                | Ecuador | 2007-2010 |
| Liga de Portoviejo    | Ecuador | 2011      |
| Espoli                | Ecuador | 2012      |
| UT de Cotopaxi        | Ecuador | 2013      |
| Deportivo Quito       | Ecuador | 2014      |
| Mushuc Runa           | Ecuador | 2015      |
| Técnico Universitario | Ecuador | 2016-     |

## Palmarés

### Campeonatos nacionales
| Título             | Club   | País    | Año  |
| ------------------ | ------ | ------- | ---- |
| Serie B de Ecuador | Macará | Ecuador | 2005 |